# Michał Woźniak
Blahoslavený Michał Woźniak (9. září 1875, Suchy Las, poblíž Varšavy – 16. května 1942, koncentrační tábor Dachau) byl polský římskokatolický kněz, oběť nacistického pronásledování církve. Katolickou církví je uctíván jako blahoslavený mučedník.

## Život
V letech 1897–1900 mu bylo umožněno studium u salesiánů v Itálii (sám se však salesiánem nestal). V roce 1902 začal studovat teologii ve Varšavě a 29. září 1906 přijal kněžské svěcení. Vystřídal několik farností jako kaplan a v letech 1909–1911 sloužil jako administrátor farnosti Wiśniew. Byl pastoračně velmi úspěšný a mimo jiné se mu podařilo více než 100 členů náboženského hnutí mariavitů přivést zpět do katolické církve. Následně působil ještě na několika místech a v roce 1923 byl ustanoven farářem ve farnosti u kostela sv. Vavřince v městě Kutno. Zde vedle pastorace rozvinul také různé aktivity sociálního rázu. V diecézi zastával funkci synodního examinátora a také mu byl udělen titul papežského komořího.
Dne 6. října 1941 byl zatčen gestapem a uvězněn ve zrušeném cisterciáckém opatství v Lądu. Odtud byl transportován do koncentračního tábora v Dachau. Zde zemřel 16. května 1942.

## Beatifikace
Beatifikován byl papežem sv. Janem Pavlem II. dne 13. června 1999 ve Varšavě ve skupině 108 polských mučedníků z období druhé světové války. Liturgická památka připadá na 12. červen.

## Dílo
Po Michału Woźniakovi zůstaly jeho zapsané vzpomínky, zachycující období let 1911–1940 (s přestávkou ve 20. letech). Tiskem byly vydány ve Varšavě v roce 1995 a 1999. Jeho texty lze také nalézt v řadě předválečných polských katolických periodik.